# Khế tàu
Averrhoa bilimbi là một loài thực vật có hoa trong họ Chua me đất. Loài này được L. mô tả khoa học đầu tiên năm 1753.

## Hình ảnh

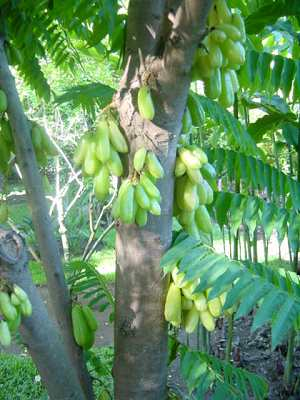
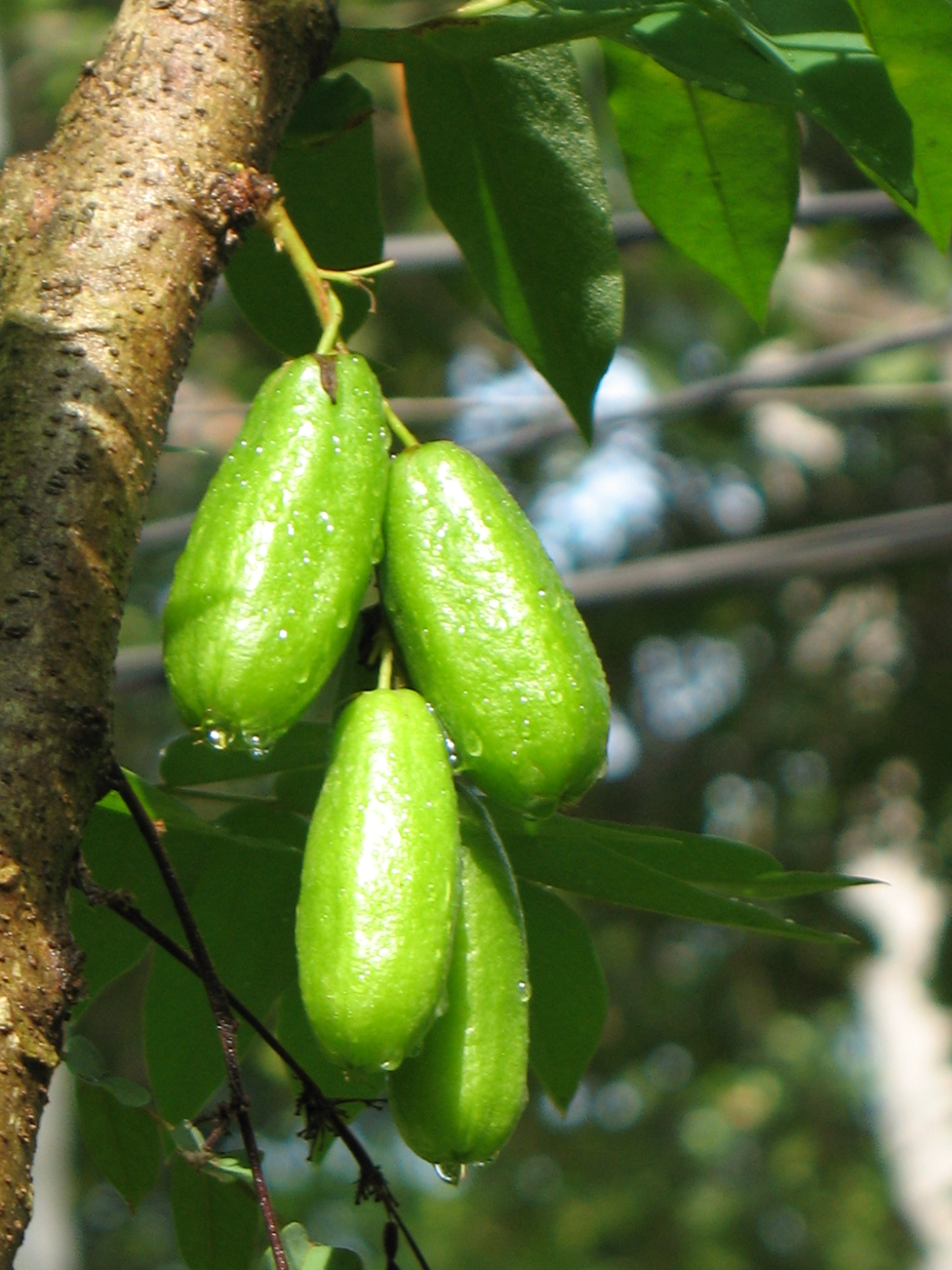
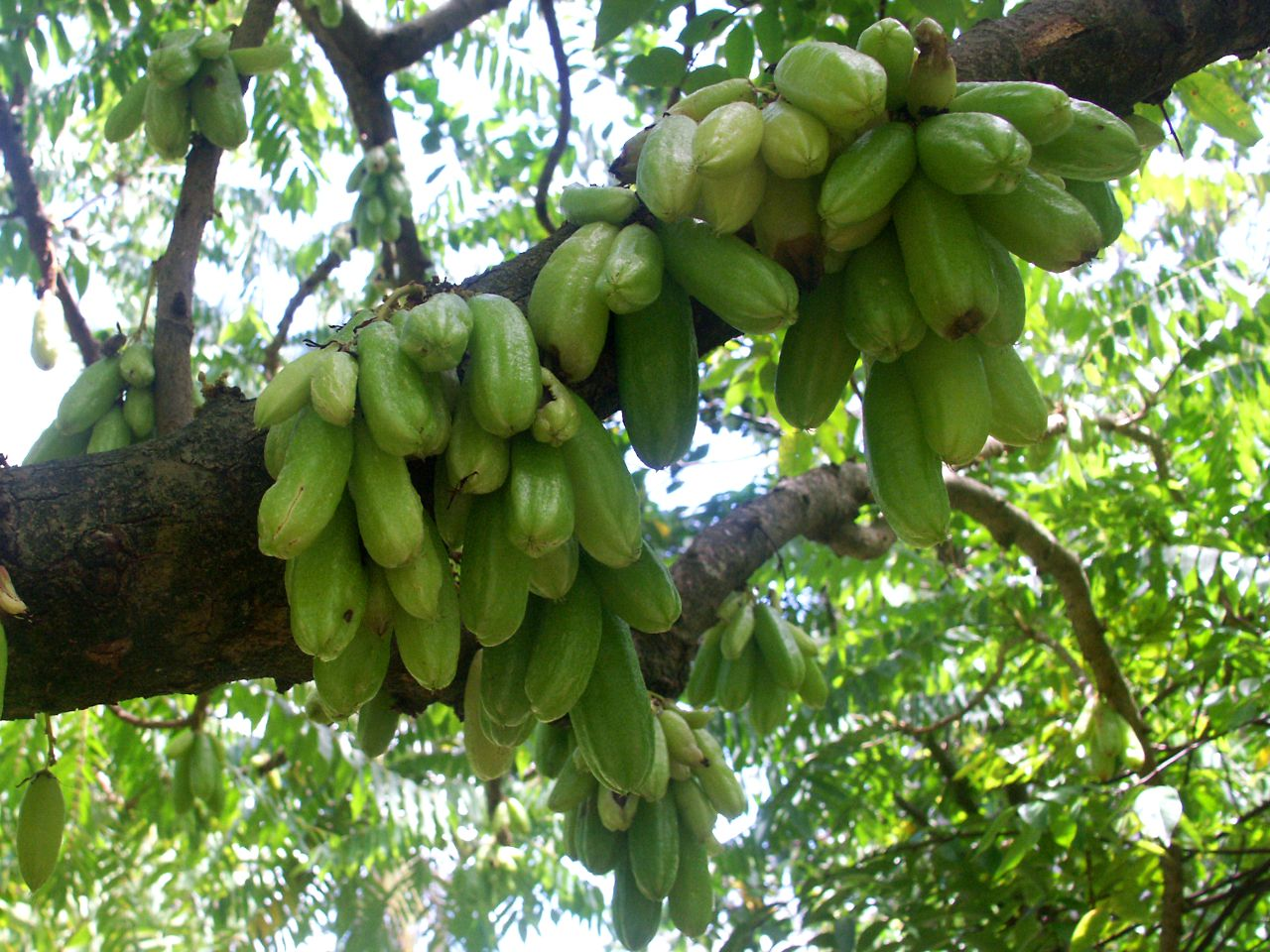
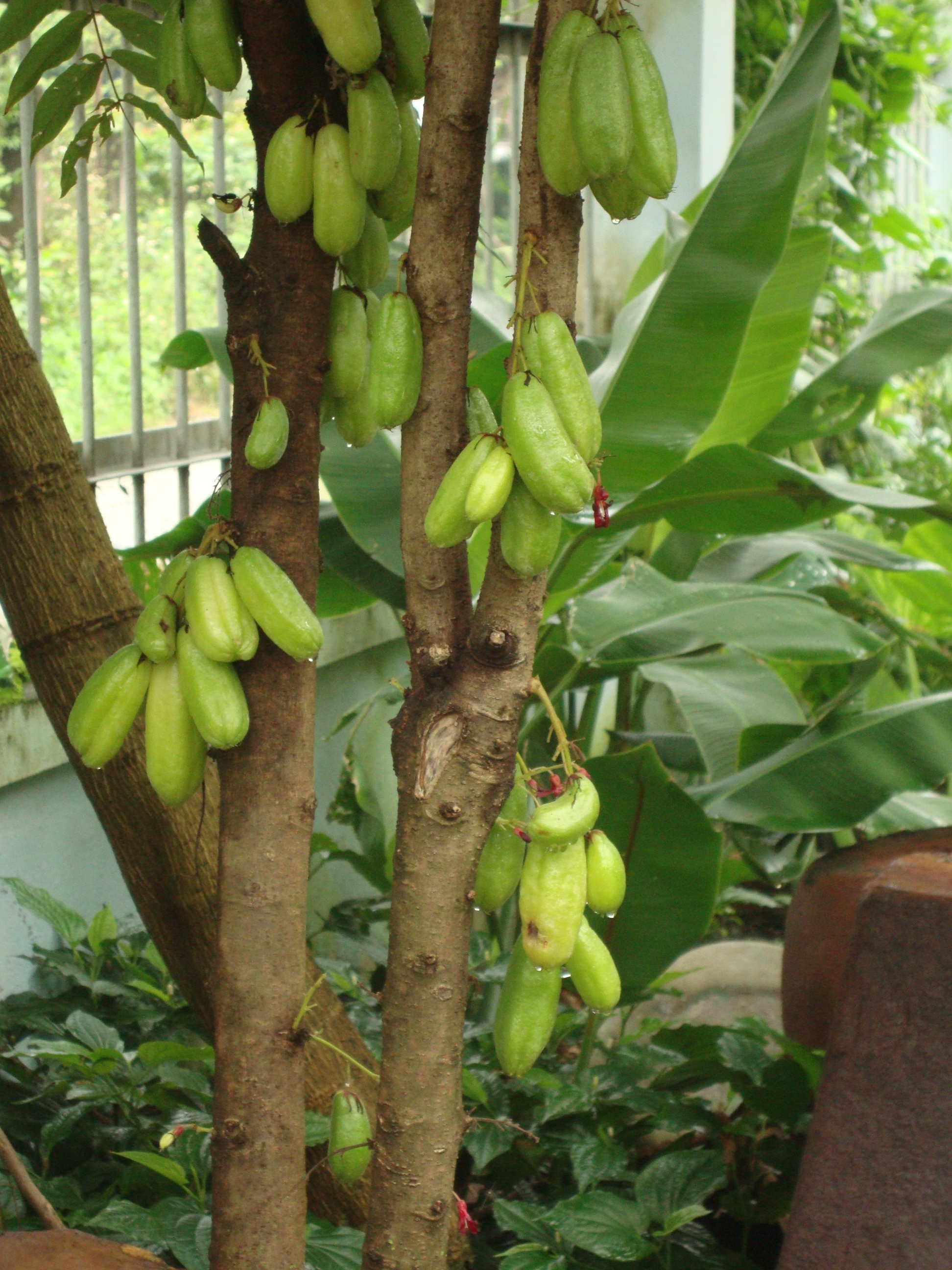
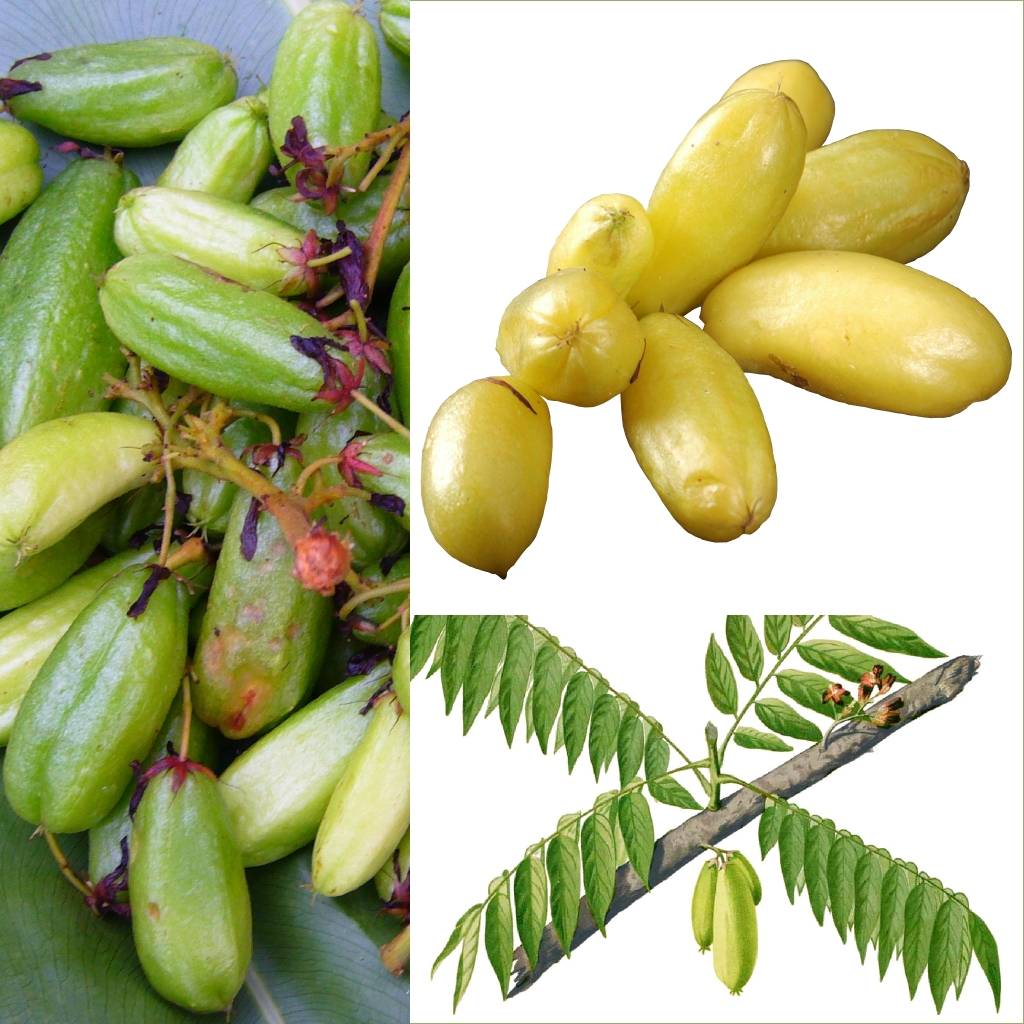
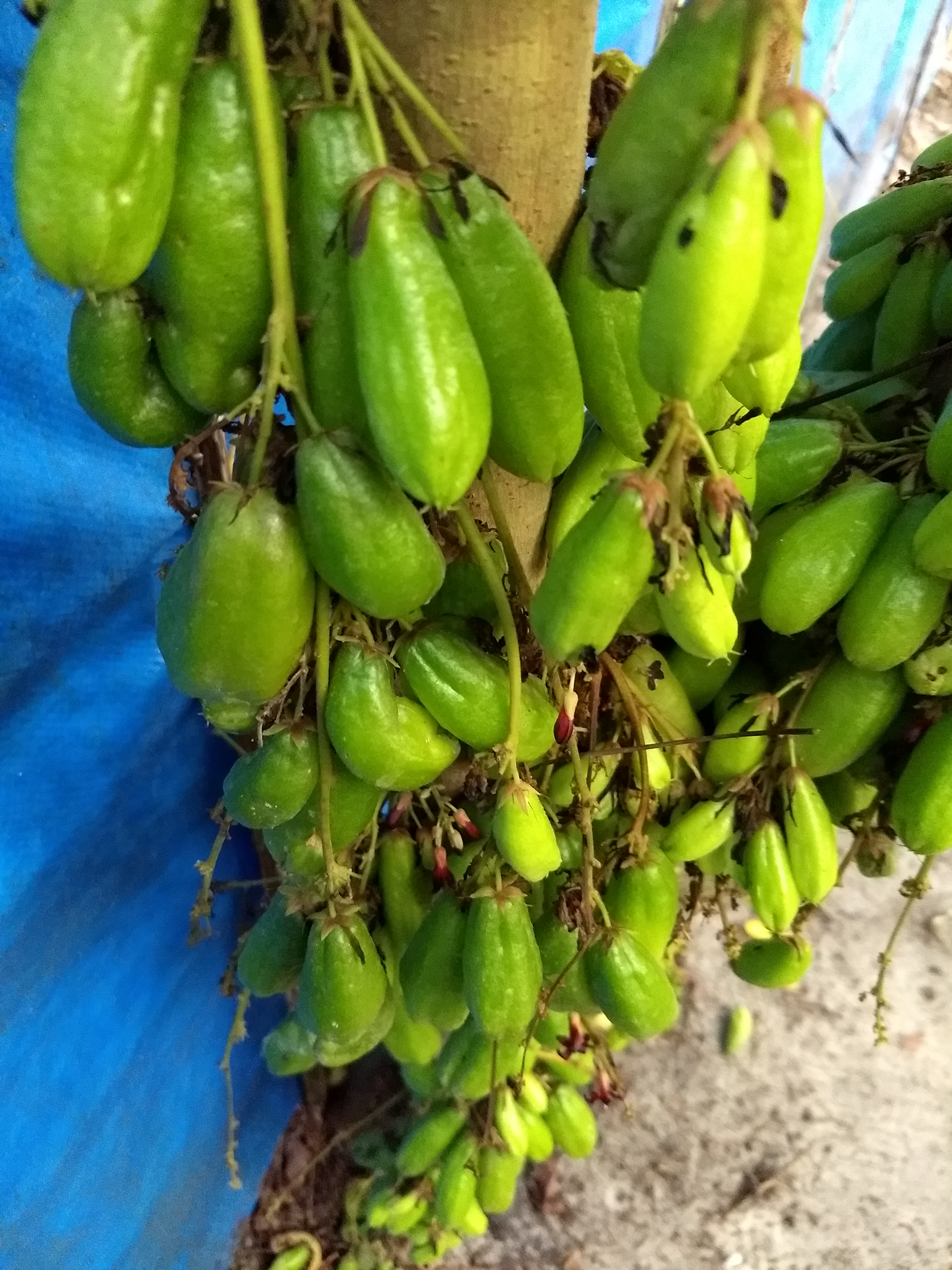
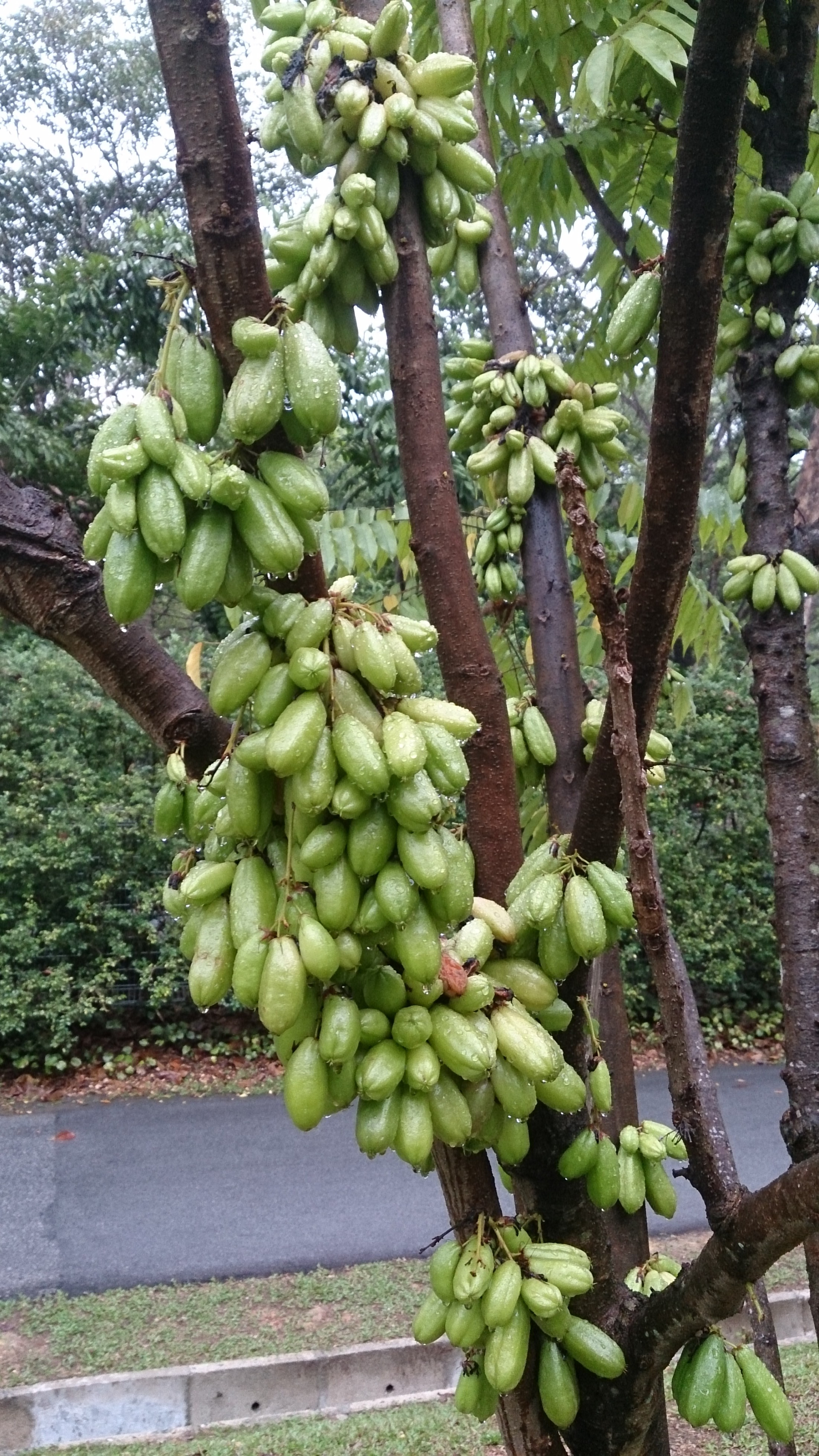
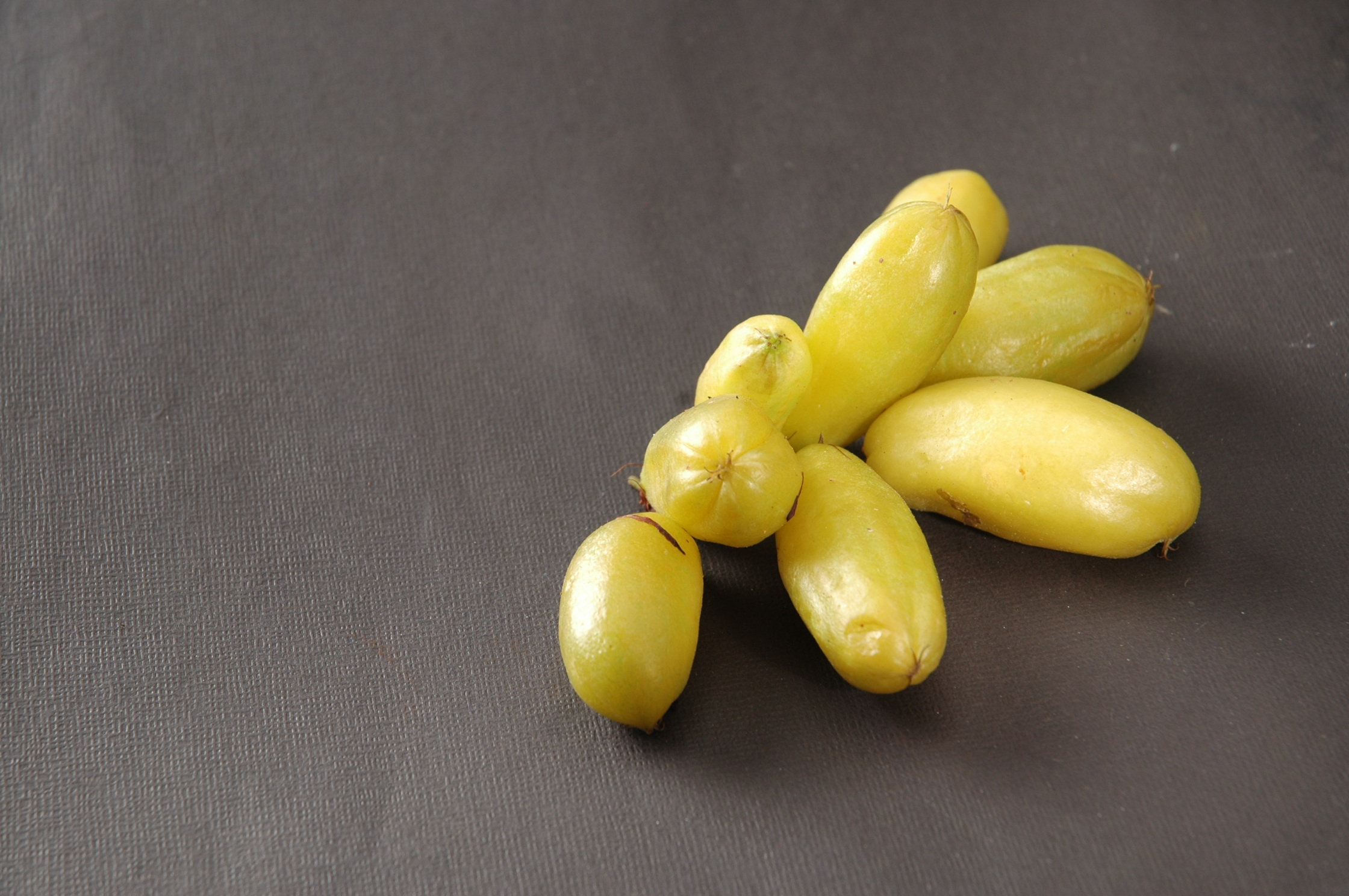